# Sund i syd
Sund i Syd er et sundhedsmagasin, som udkommer seks gange om året og henvender sig til borgerne i Region Syddanmark.
Det første Sund i Syd-magasin udkom den 25. august 2007.
| Anime eller manga | Spire Denne artikel om medie og kommunikation er en spire som bør udbygges. Du er velkommen til at hjælpe Wikipedia ved at udvide den. |